# نیکتاس (پسرعموی هراکلیوس)
نیکتاس (به یونانی: Νικήτας) پسرعموی هراکلیوس امپراتور روم بود. او نقش عمده‌ای در شورش علیه فوکاس ایفا کرد که باعث سرنگون شدن فوکاس و بر تخت نشستن هراکلیوس شد. او مصر را برای پسرعموی خود تسخیر کرد. نیکتاس پس از آن حکمران مصر (یا حداقل اسکندریه) باقی ماند و در جنگ ایران و روم شرقی (۶۲۸–۶۰۲ میلادی) شرکت کرد، اما نتوانست مانع از تسخیر مصر توسط ساسانیان در حوالی سال‌های ۶۱۸/۶۱۹ شود. نام او پس از آن دیگر در منابع به چشم نمی‌آید، اما احتمالاً پس از آن تا پایان عمرش  والی آفریقا بوده است.